# José Calvo
Pour les articles homonymes, voir Calvo.
Pour l’homme politique espagnol, voir José Calvo Sotelo.
José Calvo, né le 3 mars 1916 à Madrid et mort le 16 mai 1980 à Las Palmas de Gran Canaria, est un acteur espagnol. Il est surtout connu pour avoir joué Silvanito le tavernier qui aide Clint Eastwood dans le western culte Pour une poignée de dollars.

## Filmographie partielle
- 1956 : También hay cielo sobre el mar, de José María Zabalza : Raúl
- 1957 : Ángeles sin cielo
- 1957 : Le Destin d'un enfant (El maestro), le chauffeur
- 1962 : Deux contre tous (Due contro tutti) d'Alberto De Martino et Antonio Momplet (en)
- 1965 : L'Homme de Tolède (L'uomo di Toledo) d'Eugenio Martín
- 1965 : Violence en Oklahoma (Il ranch degli spietati) de Jaime Jesús Balcázar et Roberto Bianchi Montero
- 1965 : Les Renégats du désert (Una ráfaga de plomo) de Paolo Heusch et Antonio Santillán (it)
- 1966 : Ah ! Quelle nuit, les amis ! (Che notte, ragazzi!) de Giorgio Capitani
- 1967 : Pour une poignée de dollars, Silvanito
- 1967 : Trois Cavaliers pour Fort Yuma (Per pochi dollari ancora) de Giorgio Ferroni
- 1969 : Deux fois traître (Due volte Giuda) de Nando Cicero
- 1969 : Texas (Il prezzo del potere) de Tonino Valerii
- 1970 : Tristana de Luis Buñuel
- 1972 : Les Proxénètes (Ettore lo fusto) d'Enzo G. Castellari : Le docteur
- 1974 : Joe et Margherito (Arrivano Joe e Margherito) de Giuseppe Colizzi